# Butcher Boy: Infância Sangrenta
The Butcher Boy (em português do Brasil, Butcher Boy: Infância Sangrenta) é um livro de drama psicológico e tragicomédia publicado originalmente pela Pan Books Limited em 1992 (no Brasil, pela Darkside Books em 2021) escrito por Patrick McCabe. O livro conta a história de Francis “Francie” Brady, um garoto irlandês de 12 anos que vive nos anos 60 junto de seu pai alcoólatra e de sua mãe depressiva, com um único amigo e uma vizinha que o odeia, enquanto sua sanidade se desgasta progressivamente. O livro ganhou o Irish Times, Irish Literature Prime for Fiction e foi indicado ao Booker Prize for Fiction. Ganhou uma adaptação ao cinema por Neil Jordan, chamada Nó na Garganta.

## História
CIDADE
O livro se passa na década de 60, em uma cidade pequena da Irlanda. O protagonista é um garoto de 12 anos chamado Francis “Francie” Brady, o qual mora com a sua mãe dona de casa depressiva, Annie Brady, e seu pai músico alcoólatra, Bernard “Benny” Brady, além de ter um único amigo, este chamado de Joe Purcell.
Após roubar os gibis do vizinho, Phillip Nugent, Francis acaba tendo um conflito entre a família Nugent. A mãe de Phillip, Sra. Nugent, acaba chamando a família de Francis de “porcos”, insultando-os. Com isso, Francis acaba obtendo uma raiva extrema e uma obsessão pela família Nugent.
No início do livro, Francis parece estar empolgado com a festa de Natal de seu tio, Alo, que viria para a sua casa direto de Londres, onde teria uma suposta empresa bem sucedida. Annie acaba tendo uma crise nervosa e é levada para um hospital psiquiátrico, que é conhecido como “A Oficina” por Francis. Após a ida ao hospital psiquiátrico, Annie volta eufórica e começa a preparar bolos para a festa de Natal, junto disso ela traz um disco de música chamado “The Butcher Boy”, uma canção folclórica da Irlanda que conta a história de uma moça que se suicida por amor. Alo, irmão de Bernard, na festa de Natal, fala sobre os velhos tempos no orfanato em que passou com o irmão. Com isso, Bernard se enfurece e briga com Alo e com sua esposa. Francis foge de casa e vai até Dublin. Ao voltar a sua cidade Natal, dias depois, descobre que sua mãe havia cometido suicídio ao se jogar no lago do hospital psiquiátrico.
Francis apresenta sinais de esquizofrenia, onde ele tem alucinações vívidas e pensamentos estranhos. Ao decorrer do livro, Francis acaba invadindo a casa da Sra. Nugent, e após um episódio esquizofrênico, ele defeca em sua residência. Por causa disso, ele é mandado para um reformatório.
REFORMATÓRIO E AÇOUGUE
O reformatório é comandado por padres, em decorrência disso, Francis acaba tendo contato com diversos padroeiros. Enquanto trabalhava no campo, Francis avista uma suposta visão da Virgem Maria, os padres suspeitam que o menino é algum escolhido pela Virgem Maria, e começam a incitar que ele tenha mais visões. Joe envia uma carta para Francis, dizendo que Phillip Nugent havia lhe dado um peixe dourado, com isso, Francis começa a suspeitar de uma amizade entre os dois e fica preocupado, dado que a família Nugent é sua inimiga.
Após isso, Francis vira coroinha, mas é abusado sexualmente por um dos padres do reformatório. O padre é expulso e Francis garante sua volta para casa.
Quando Francis volta para a sua cidade, ele trabalha em um açougue e vai em bares no fim de semana. Seu pai morre e Francis mantém o corpo na casa. O relacionamento de Francis e Joe se desgasta, e Joe acaba assumindo não ser amigo de Francis, assim virando amigo de Phillip Nugent.
Francis nega o fim da amizade e começa a perseguir os dois. Doutor Loyd, o médico da cidade, fala para Francis que seu pai teria uma conversa com ele nas últimas semanas, Francis mente dizendo que seu pai está viajando para Londres. Após ganhar dinheiro no açougue, ele vai em um bar com um bêbado da cidade, porém ele acaba se envolvendo em uma briga e foge para casa, enquanto isso, policiais e o Doutor Loyd o perseguem para saber o que houve com seu pai. Francis entra dentro de padarias, comendo os bolos, e uma farmácia, onde ele toma possíveis drogas lícitas e acaba potenciando suas alucinações. Ele volta para a sua casa, mas os policiais a invadem a tempo. Eles descobrem o corpo de Bernard em um estágio avançado de decomposição, ao mesmo tempo que injetam sedativos em Francis e o levam para um hospital psiquiátrico.
HOSPITAL PSIQUIÁTRICO, HOTEL E COLÉGIO INTERNO
Francis passa seus dias no hospital psiquiátrico atordoado por sedativos. Ele tem alucinações e sonhos constantes sobre a cidade e os moradores, ou aliens, até a própria Sra. Nugent. Às vezes, ele tenta se levantar da cama e ir embora, mas é impedido pelos enfermeiros do hospital.
Após alguns dias, os médicos decidem parar de dar sedativos para Francis, para manter ele consciente e para poder responder às consultas. Francis acaba revelando sobre as visões com a Virgem Maria aos médicos, os mesmos acabam decidindo o tratamento de eletrochoque para Francis.
Depois de um certo tempo, os médicos decidem liberar Francis para sua casa e para ele fazer check-up's regulamente no hospital psiquiátrico. Francis volta para a sua cidade, volta ao açougue e trabalha novamente. Francis descobre que Joe foi enviado para um colégio interno junto de Phillip Nugent, então ele decide ir para a cidade em que Joe está, Bundoran.
As pessoas parecem histéricas com uma possível explosão nuclear que iria acontecer, pois a Guerra Fria estava em seu auge na época. Francis se lembra da história que seu pai e sua mãe haviam lhe contado sobre a lua de mel deles, então ele decide ir ao hotel em que haviam se hospedado. Bernard e Annie haviam tido uma suposta ótima lua de mel, que Bernard havia sido um ótimo músico e que tocará para os residentes do hotel toda noite. Ao chegar no hotel, Francis descobre que os pais haviam tido um relacionamento conturbado desde o início do casamento.
Com isso, ele fica um pouco triste mas decide ir ver Joe. Compra um livro de música e decide ir ver o amigo. Quando entra dentro do colégio interno, Francis é interrompido pelos padres do local, e, Joe fala que Francis não é mais seu amigo. Francis fica depressivo e volta para a cidade.
ATO FINAL
A cidade está fora de controle por causa da suposta explosão nuclear, eles acreditam que a filha de um dos moradores teve visões sobre o fim do mundo. Francis trabalha normalmente no açougue, porém, quando seu patrão vai resolver algumas coisas na cidade, Francis pega a arma tranquilizadora de matar porcos e uma faca de açougue. 
Ele carrega o carrinho de lavagem e decide ir na casa da Sra. Nugent. Ele invade a casa, pega a Sra. Nugent pelo pescoço, pergunta o porquê ela acabará com sua amizade com Joe e com toda sua vida, espanca ela, atira em sua cabeça, a decapita e enfia a sua mão dentro de seu estômago, escreve com sangue nas paredes a palavra “Porcos”.
A polícia descobre que Francis a matou, depois do marido da Sra. Nugent encontrar o corpo. Francis é pego e preso na prisão da cidade, porém, ele promete mostrar onde a cabeça está. Os policiais o seguem até o galinheiro de sua casa, então ele os ataca com uma corrente e escapa. Francis passa dias na floresta da cidade sendo procurado. Em seguida, ele volta para a cidade, entra em sua casa, pega todos os objetos e derrama gasolina nos mesmos, depois ele põe o disco The Butcher Boy para tocar e põe fogo nos objetos, enquanto se lembra de seu pai e de sua mãe. A polícia e os bombeiros conseguem salvar Francis e o levam para o hospital.
Após se recuperar do incêndio, Francis é julgado porém é decidido que ele deverá passar o resto de sua vida internado em um hospital psiquiátrico. Francis sai permanentemente da cidade, é levado ao hospital psiquiátrico e é trancafiado em uma solitária.
Após os médicos decidirem que Francis não é mais uma ameaça, eles o libera para poder vagar pela instituição. Ele produz cestas e brinquedos como forma de passatempo. Assim como seu pai, Francis vira um músico na fase adulta e toca para os residentes do hospital.
No fim do livro, Francis encontra um novo amigo do mesmo jeito que encontrou Joe: cutucando uma poça de gelo. Os dois conversam e depois apreciam a vista da floresta próxima ao hospital psiquiátrico. O livro se encerra com Francis chorando.

## Estilo
The Butcher Boy tem um estilo de fluxo de consciência misturado com primeira pessoa. O livro é inteiramente sem travessões ou aspas, sendo o diálogo anexado às ações, pensamentos e sentimentos.
O livro apresenta gírias e linguagem informal leve, se assemelhando assim com os livros de Hubert Selby Jr..

## Prêmios
The Butcher Boy ganhou o Irish Times, Irish Literature Prime for Fiction e foi indicado ao Booker Prize for Fiction.

## Adaptação
A adaptação cinematográfica de 1997 de Neil Jordan, Nó na Garganta, apresenta o elenco principal como:
Eamonn Owens sendo Francis “Francie” Brady.
Stephen Rea sendo Bernard “Benny” Brady.
Allan Boyle sendo Joe Purcell.
Aisling O’Sullivan sendo Annie Brady.
Fiona Shaw sendo Sra. Nugent.
A adaptação foi roteirizada por Neil Jordan e Patrick McCabe, distribuída pela Warner Bros. e feita pela The Geffen Film Company.